# Trò chơi năm 1987
Trang này liệt kê các board game,  card game, wargame, miniatures game, và trò chơi nhập vai tabletop xuất bản năm 1987.  Đối với trò chơi điện tử, xem 1987 Trò chơi điện tử năm.

## Trò chơi được phát hành hoặc phát minh năm 1987
- Ars Magica (trò chơi nhập vai)
- Auf Achse
- BattleForce
- Block Mania
- Central America
- Chainsaw Warrior
- Chaos Marauders
- Cyborg Commando
- Federation and Empire
- The Fury of Dracula
- Gammarauders
- Illuminati: Deluxe Edition
- Living Steel (trò chơi nhập vai)
- Rogue Trooper
- Star Wars: The Roleplaying Game (phiên bản của West End Games)
- The Succession Wars
- Talislanta (trò chơi nhập vai)
- Tantrix
- Teenagers from Outer Space (trò chơi nhập vai)
- Timelords (trò chơi nhập vai)
- Traveller: 2300 (trò chơi nhập vai)
- Warhammer 40,000

## Giải thưởng trò chơi được trao năm 1987
- Spiel des Jahres: Auf Achse - Wolfgang Kramer, F.X. Schmid